# Los Picapiedra (Alicante)
La Urbanización Los Picapiedra es un pequeño núcleo residencial situado en la pedanía de El Bacarot, perteneciente al municipio de Alicante,  (España). Se encuentra a una altitud de 90 metros sobre el nivel del mar y, según datos de 2022, cuenta con una población de 18 habitantes.

## Características
La urbanización está ubicada al sur del núcleo principal de El Bacarot, contigua a la autovía de circunvalación de Alicante, y se accede a ella principalmente a través de la calle Picapiedra, una vía local que conecta con la carretera que une Alicante y Elche.
Los Picapiedra se caracteriza por ser una urbanización de baja densidad, compuesta principalmente por viviendas unifamiliares. La zona mantiene un ambiente tranquilo y rural, con parcelas amplias y espacios verdes. La arquitectura de las viviendas es variada, predominando las construcciones de una o dos plantas con jardines privados.
Debido a su reducido tamaño y población, la urbanización carece de infraestructuras y servicios propios, dependiendo de las instalaciones disponibles en El Bacarot y en el núcleo urbano de Alicante. No obstante, su proximidad a la ciudad permite un acceso relativamente rápido a servicios educativos, sanitarios y comerciales.

## Transporte
El transporte público en la zona es limitado. Las líneas de autobús más cercanas son la 251B, R10 y R11, que conectan El Bacarot con Alicante y otras localidades cercanas.